# Arroz Carnaroli

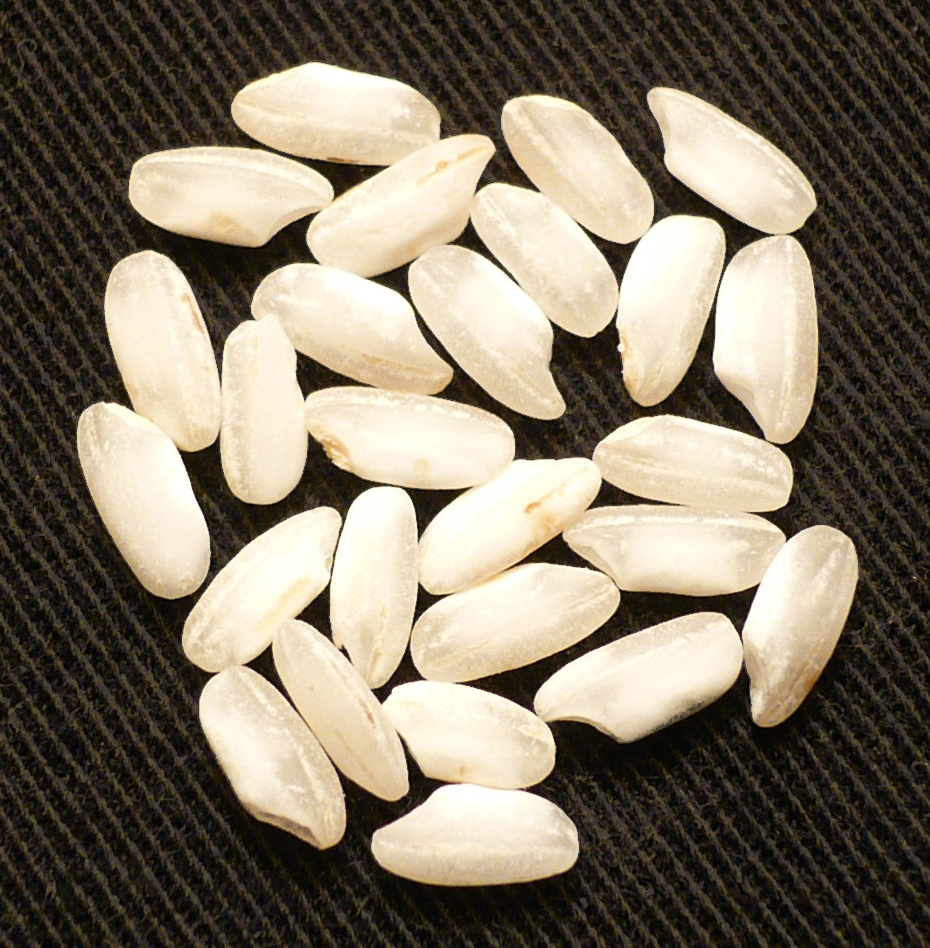
Grãos secos de arroz Carnaroli

O Carnaroli é um arroz italiano de grão médio cultivado nas províncias de Pavia, Novara e Vercelli, no Norte de Itália. O carnaroli é utilizado para fazer risotto e distingue-se do arroz arbório, mais comum, pelo seu teor mais elevado de amido, textura mais firme e grão mais longo.
Devido ao seu teor mais elevado de amilose, o carnaroli mantém a sua forma melhor do que outros tipos de arroz durante a cozedura lenta necessária para fazer risotto. É o arroz mais utilizado na cozinha italiana e é muito apreciado.

## História
A história da Carnaroli não está bem definida, mas as fontes datam o seu ''nascimento'' em 1945, graças ao cruzamento entre a Vialone e a Lencino, na sequência de numerosas tentativas efetuadas em várias províncias. A variedade recebeu o nome do professor Emiliano Carnaroli, então presidente do ''Ente Nazionale Risi''.
A primeira inscrição da casta Carnaroli no Registo das Variedades data de 1974 e a responsabilidade pela conservação da pureza foi confiada a Achille De Vecchi.
Em 1983, após a transferência das tarefas de conservação para o "Ente Nazionale Risi", foi novamente inscrito no registo nacional e o responsável pela conservação da pureza passou a ser o próprio Organismo Nacional.
É frequentemente descrito como um arroz "superfino" ou como "o rei dos arrozes".